# Unirea (okręg Alba)
Unirea – wieś w Rumunii, w okręgu Alba, w gminie Unirea. W 2011 roku liczyła 3414 mieszkańców.